# یاتسک فدروویچ
یاتسک فدروویچ (لهستانی: Jacek Fedorowicz؛ زادهٔ ۱۸ ژوئیهٔ ۱۹۳۷) هنرمند کتاب‌های کمیک، بازیگر و کمدین اهل لهستان است.
از فیلم‌ها یا برنامه‌های تلویزیونی که وی در آن نقش داشته‌است، می‌توان به یوویتا، ازدواج مصلحتی و شکار مگس‌ها اشاره کرد.